# Maria Andergast

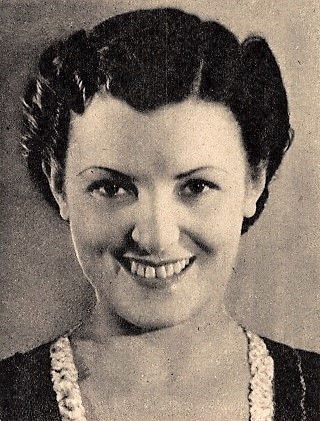
Maria Andergast
Fotografie von Alexander Schmoll.

Maria Andergast (* 4. Juni 1912 als Maria Pitzer in Brunnthal; † 14. Februar 1995 in Wien) war eine deutsch-österreichische Schauspielerin und Sängerin.

## Leben
Maria Pitzer verlor im Alter von zwei Jahren ihre Eltern, wuchs bei Verwandten in Wien auf und erhielt deren Familiennamen. Ihre ältere Schwester Liesl Andergast (1905–1980) strebte zum Theater, und auch sie nahm bei Grete Wiesenthal Tanzunterricht, musste diesen nach einem schweren Verkehrsunfall jedoch abbrechen und nahm stattdessen Schauspielunterricht bei Josef Danegger an der Akademie für Musik und darstellende Kunst Wien. Ihr erstes Bühnenengagement hatte sie 1929 im tschechoslowakischen Aussig, danach arbeitete sie 1931 bis 1933 am Deutschen Landestheater in Prag.
1932 wurde Maria Andergast von Luis Trenker für die Leinwand entdeckt, musste die Rolle, die er ihr in dem Film Der Rebell anbot, jedoch aus terminlichen Gründen absagen. Die Zusammenarbeit mit Trenker kam erst 1933 zustande, und danach erhielt sie sofort Gelegenheit, weitere Hauptrollen zu spielen. Ihr Markenzeichen waren süße, schlichte, grundsolide Mädchentypen, die trotz einer gewissen Neigung zur Melancholie ihr Lebensglück zu erkämpfen bereit sind. Dass dieses Lebensglück meist ganz konventioneller Art war und dass die Handlungsmöglichkeiten dieser Frauenfiguren sich häufig auf die Option eines heroischen Verzichts beschränkten, tat Maria Andergasts Popularität keinen Abbruch. In Trenkers Meisterwerk Der verlorene Sohn (1933/34) verkörperte sie die Braut, die in der Bergheimat treu auf ihren vom Fernweh in die Fremde getriebenen Jugendfreund wartet. In ihrem zweiten Film, Abenteuer eines jungen Herrn in Polen (1934), spielte sie eine russische Komtesse, die unter den politischen Bedingungen des Ersten Weltkrieges auf ihre Liebe zu einem österreichischen Offizier (dargestellt von Gustav Fröhlich) verzichten muss. Weitere Filmliebhaber waren Wolf Albach-Retty, Viktor de Kowa und Albrecht Schoenhals. Daneben trat die Schauspielerin häufig auch neben Wiener Charakterdarstellern wie Leo Slezak, Fred Liewehr, Hans Moser, Hans Holt und Paul Hörbiger auf.
1936 heiratete Maria Andergast den Regisseur Heinz Helbig, der sie als Hauptdarstellerin in dreien seiner Filme einsetzte, und ging mit ihm nach Berlin, wo sie weiterhin auch am Theater engagiert war. Von 1939 an lebte und arbeitete sie überwiegend in Wien, gastierte am Theater in der Josefstadt und unternahm als Bühnenschauspielerin jedoch auch Gastspielreisen nach Rom, Warschau, in die Schweiz und nach Schweden. Während des Zweiten Weltkrieges wirkte sie in zwei NS-Propagandafilmen mit (Spähtrupp Hallgarten, Sechs Tage Heimaturlaub, beide 1941), erhielt erstmals jedoch auch ein Angebot für eine künstlerisch interessante Filmrolle: in E. W. Emos Volkssängerstück Der liebe Augustin (1940) durfte sie als Freundin des Bänkelsängers einen etwas größeren Ausschnitt ihrer schauspielerischen Möglichkeiten zeigen. Andergast stand 1944 in der Gottbegnadeten-Liste des Reichsministeriums für Volksaufklärung und Propaganda.

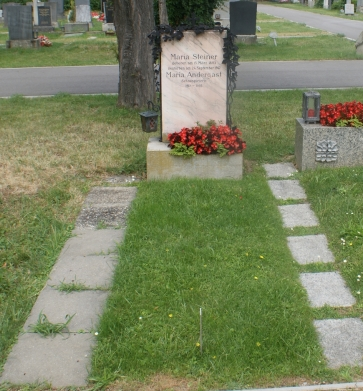
Grabstätte von Maria Andergast

Nach Ende des Zweiten Weltkrieges spielte Andergast am Theater in der Josefstadt und am Münchner Residenztheater. Eine weitere vergleichsweise interessante Filmrolle folgte 1946, als Maria Andergast im ersten österreichischen Nachkriegsfilm, „Der weite Weg“ (1946), die verleumdete Ehefrau eines Kriegsheimkehrers (Rudolf Prack) darstellte. Der von Hans Lang komponierte Schlager Mariandl, den sie 1947 in ihrem folgenden Film – Der Hofrat Geiger – sang, bildete für Maria Andergast den Ausgangspunkt einer zweiten Karriere als Sängerin. Der 1950 von Hans Lang komponierte Schlager Du bist die Rose vom Wörthersee wurde ebenfalls von ihr gesungen. Ab Mitte der 1950er trat sie im Film jedoch nur noch in Nebenrollen auf. Nachdem sie im September 1964 bei einem Autounfall schwere Verletzungen erlitten hatte, trat sie in eine mehrjährige Berufspause. Ab den 1960er Jahren war Maria Andergast gelegentlich in Fernsehproduktionen zu sehen. 1972 übersiedelte sie von München nach Wien und zog sich endgültig ins Privatleben zurück. Im folgenden Jahr wurde sie mit der Silbernen Ehrennadel des Landes Wien ausgezeichnet. 1995 starb sie an einem Krebsleiden.
Maria Andergast war dreimal verheiratet: mit dem Regisseur Heinz Helbig (ab 1936; geschieden), dem Schauspieler Siegfried Breuer (ab 1941; geschieden) und dem Schauspieler und Regisseur Richard Häussler (1958–1964; bis zu dessen Tod). Mit dem Regisseur Franz Antel, der von 1950 an fünf ihrer Filme inszenierte, war sie 1949 längere Zeit verlobt und danach mit dem (verheirateten) Komponisten Hans Lang sieben Jahre lang liiert.
Sie ruht in einem ehrenhalber gewidmeten Grab auf dem Wiener Zentralfriedhof (Gruppe 4, Reihe 35, Nummer 2). Im Jahr 1996 wurde in Wien-Donaustadt (22. Bezirk) der Maria-Andergast-Weg nach ihr benannt. Teile ihres Nachlasses befinden sich im Filmmuseum Potsdam.

## Filmografie
- 1934: Der verlorene Sohn
- 1934: Abenteuer eines jungen Herrn in Polen
- 1935: Endstation
- 1935: Mein Leben für Maria Isabell
- 1935: Der Vogelhändler
- 1936: Skandal um die Fledermaus
- 1936: Seine Tochter ist der Peter
- 1936: Manja Valewska
- 1936: Die Drei um Christine
- 1936: Drei Mäderl um Schubert
- 1936: Donaumelodien
- 1936: Der Kurier des Zaren
- 1937: Das große Abenteuer
- 1937: Husaren, heraus
- 1937: Die glücklichste Ehe der Welt
- 1937: Das Geheimnis um Betty Bonn
- 1938: Monika – Eine Mutter kämpft um ihr Kind
- 1938: Schüsse in Kabine 7
- 1938: Die Pfingstorgel
- 1939: Roman eines Arztes
- 1939: Hochzeitsreise zu dritt
- 1939: Das Glück wohnt nebenan
- 1939: Unsterblicher Walzer
- 1940: Der liebe Augustin
- 1940: Ihr Privatsekretär
- 1940: Polterabend
- 1940: Der Herr im Haus
- 1940: Ein Leben lang
- 1941: Spähtrupp Hallgarten
- 1941: Der laufende Berg
- 1941: Sechs Tage Heimaturlaub
- 1942: So ein Früchtchen
- 1942: Das große Spiel
- 1942: Dove andiamo, signora?
- 1943: Abenteuer im Grandhotel
- 1943: …und die Musik spielt dazu
- 1944/48: Ein Mann gehört ins Haus
- 1946: Der weite Weg
- 1947: Der Hofrat Geiger
- 1948: Zyankali
- 1948: Kleine Melodie aus Wien
- 1950: Auf der Alm, da gibt’s koa Sünd
- 1951: Der alte Sünder
- 1951: Die Mitternachtsvenus
- 1951: Eva erbt das Paradies
- 1951: Hallo Dienstmann
- 1952: Der Mann in der Wanne
- 1952: Die Wirtin von Maria Wörth
- 1953: Die Junggesellenfalle
- 1953: Der Verschwender
- 1954: Sanatorium total verrückt
- 1955: Wenn die Alpenrosen blüh’n
- 1956: Verlobung am Wolfgangsee
- 1956: Die fröhliche Wallfahrt
- 1956: Kaiserball
- 1957: Das Schloß in Tirol
- 1957: Almenrausch und Edelweiß
- 1962: Ende schlecht – Alles gut (TV)
- 1967: Die kleinen Verwandten (TV)
- 1971: Das bin ich (TV)
- 1974: Wetterleuchten über dem Zillertal